# Terry Moore (futebolista)
Terence "Terry" Moore (Moncton, 7 de junho de 1959) é um ex-futebolista profissional canadiano, que atuava como defensor.

## Carreira
Terry Moore fez parte do elenco da histórica Seleção Canadense de Futebol da Copa do Mundo de 1986 